# IC 2714
IC 2714 هو كتلة مفتوحة في كوكبة كارينا. اكتشفه جيمس دنلوب في عام 1826. يقع على بعد حوالي 4000 سنة ضوئية من الأرض، في ذراع رامي القوس.